# Asterochloris
Genre
Asterochloris est un genre d'algues vertes de la famille des Trebouxiaceae.

## Description
Ce genre comprend des espèces terrestres comme Asterochloris magnus et des espèces marines comme Asterochloris mediterranea .

## Taxonomie
Le nom correct complet (avec auteur) de ce taxon est Asterochloris Tschermak-Woess 1980. L'espèce type du genre est Asterochloris phycobiontica.

### Liste des espèces
Ce genre comporte au moins 18 espèces reconnues selon l'AlgaeBase (3 avril 2024) :
- Asterochloris antarctica Y.J.Kim, J.I.Kim & W.Shin
- Asterochloris echinata Skaloud & Peksa
- Asterochloris erici (Ahmadjian) Skaloud & Peksa
- Asterochloris excentrica (Archibald) Skaloud & Peksa
- Asterochloris friedlii Skaloud & Peksa
- Asterochloris gaertneri Skaloud & Peksa
- Asterochloris glomerata (Warén) Skaloud & Peksa
- Asterochloris irregularis (Hildreth & Ahmadjian) T.Friedl ex A.Beck
- Asterochloris italiana (Archibald) Skaloud & Peksa
- Asterochloris leprarii Skaloud & Peksa
- Asterochloris lobophora Skaloud & Peksa
- Asterochloris magnus (P.A.Archibald) T.Friedl ex A.Beck
- Asterochloris mediterranea E.Barreno, S.Chiva, P.Moya & P.Škaloud
- Asterochloris phycobiontica E.Tschermak-Woess
- Asterochloris pseudoirregularis Y.J.Kim, J.I.Kim & W.Shin
- Asterochloris sejongensis Kim & Shin
- Asterochloris stereocaulonicola Y.J.Kim, J.I.Kim & W.Shin
- Asterochloris woessiae Skaloud & Peksa

Une espèce reste avec un statut taxonomique inconnu :
- Asterochloris pyriformis Thüs et al.